# Vojaški kaplan
Vojaški kaplan (nekdaj vojaški kurat ali kurat)  je duhovnik različnih veroizpovedi, ki opravlja duhovno oskrbo znotraj oboroženih sil neke države. Gre za poklic, ki združuje pastoralno poslanstvo z vojaškim okoljem.
V sodobni terminologiji Slovenske vojske  se za vodjo pastoralne oskrbe v oboroženih silah (ki je vojaškim kaplanom nadrejen) uporablja poimenovanje vojaški vikar, ta pa tudi vodi Vojaški vikariat.

## Naloge in pristojnosti
Vojaški kaplan je kot škofov sodelavec nosilec pastorale vojaških oseb. Cerkev mu podeli ustrezno pooblastilo. Vojaški kaplan deli zakramente in oznanja evangelij. Vojaške osebe spremlja v njihovem delovnem in družinskem okolju ter jih spodbuja in opogumlja. S svojim zgledom in prisotnostjo ter poukom vojaškim osebam ponudi vrednote, po katerih se vojaška oseba ravna v miru in vojni. Na vseh vojakovih poteh se trudi izražati pozitivno energijo, jim vzbujati vero in upanje v življenje in zmago dobrega nad zlim.